# Kingfisher
Kingfisher este o companie cu sediul în Londra, specializată în retailul de tip home improvement (produsele principale fiind materiale de construcție, aparate casnice și unelte).
Este cel mai mare retailer de bricolaj din Europa și Asia și al treilea jucător în clasamentul mondial.
În 2008, grupul opera 700 de magazine în 11 țări iar în 2007 a avut vânzări de circa 11 miliarde euro
În 2012 a realizat vânzări de 10,5 miliarde de lire sterline și avea peste 1.000 de magazine în Europa și Asia.

## Kingfisher în România
Kingfisher a deținut 21% din retailerul Hornbach, care este prezent și în România. Nu mai deține din 2014 acțiuni la Hornbach.
În aprilie 2013, Kingfisher a preluat cele 15 magazine ale rețelei de magazine Bricostore.
În decembrie 2024, compania Altex a achiziționat întreaga rețea Brico Depot cu cele 31 de magazine prezente în țară.